# Elecciones presidenciales de Ecuador de 1888
Las elecciones presidenciales de Ecuador de 1888 fue el proceso electoral el cual tuvo por objetivo la elección de un nuevo Presidente Constitucional de la República del Ecuador.

## Antecedentes
Fueron convocadas las elecciones por parte del presidente José María Plácido Caamaño para escoger a su sucesor presidencial, bajo la Constitución de 1884.

## Desarrollo
A inicios de 1888, Antonio Flores Jijón conoció que el presidente Caamaño había impuesto su candidatura a la Presidencia de la República para el período de 1888-1892 como candidato oficialista.
Flores no mostraba deseos de presentar su candidatura, ya que se encontraba en servicio como Ministro plenipotenciario de Ecuador en Francia, pero esta fue impuesta por Caamaño para continuar su proyecto político. Flores Jijón decidió excusarse de ser candidato. Fernando de Lesseps y otras personalidades francesas le ofrecieron un banquete y entonces aceptó. 
Los candidatos para estas elecciones fueron: Antonio Flores Jijón por el partido oficialista conservador, y los liberales Eloy Alfaro, Juan Montalvo a los que se sumaron 59 candidatos más. Antonio Flores Jijón triunfó con 29.555 votos, seguido de Alfaro con 777, Montalvo con 56, Manuel Ángel Larrea 50, Pedro Ignacio Lizarzaburu 34, Francisco Salazar 7, Camilo Ponce Ortiz 6, 136 votos para el resto de candidatos y 15 votos en blanco.
Antonio Flores Jijón asumió el cargo de Presidente Constitucional de la República el 17 de agosto de 1888.
Antonio Flores Jijón a pesar de ser auspiciado en dos ocasiones por el partido conservador -la primera vez en 1875- terminaría apartándose de su ideología y ese mismo año de 1888 fue el organizador y fundador de un nuevo partido llamado el Partido Progresista de Ecuador de ideología católico liberal.

## Candidatos y Resultados
Flores Jijón es el primer presidente del país hijo de un expresidente de la república, en este caso Juan José Flores.
| Partido                               | Partido                               | Candidato                                        | Cargos importantes                                              | Votos  | %     |
| ------------------------------------- | ------------------------------------- | ------------------------------------------------ | --------------------------------------------------------------- | ------ | ----- |
| Partido Unión Republicana-Progresista | Partido Unión Republicana-Progresista | Antonio Flores y Jijón de Vivanco                | Vicepresidente de la Cámara de Diputados (1867 - 1868) / (1885) | 29.555 | 96,5% |
| Partido Unión Republicana-Progresista | Partido Unión Republicana-Progresista | Pedro Ignacio Lizarzaburu y Borja                | Senador por Chimborazo (1885 - 1888)                            | 34     | 0,1%  |
| Liberal                               | Liberal                               | Eloy Alfaro Delgado                              | General de Brigada del Ejército                                 | 777    | 2,5%  |
| Liberal                               | Liberal                               | Juan Montalvo Fiallos                            | Senador por Esmeraldas (1884 - 1888)                            | 56     | 0,2%  |
| Liberal                               | Liberal                               | Manuel Ángel Larrea Donoso de la Carrera         | Marqués de San José                                             | 50     | 0,2%  |
|                                       | Partido Conservador Ecuatoriano       | Francisco Javier Salazar Arboleda                | Presidente de la 10° Convención Nacional (1883)                 | 7      | 0,02% |
| Camilo Ponce Ortiz                    | Partido Conservador Ecuatoriano       | Presidente de la Cámara del Senado (1887 - 1888) | 6                                                               | 0,02%  |       |
| Otros                                 | Otros                                 | Otros                                            | Otros                                                           | 136    | 0,4%  |

Fuente